# Vittorio Garretti di Ferrere
Vittorio Romualdo Garretti di Ferrere (Torino, 16 marzo 1796 – Torino, 23 marzo 1861) è stato un generale italiano, che partecipò al comando della 2ª Divisione, appartenente al I Corpo d'armata del generale Eusebio Bava, alla prima guerra d'indipendenza italiana. Partecipò marginalmente alla Battaglia di Santa Lucia e in seguito dell'esito negativo della battaglia di Custoza (23-25 luglio), nonostante gli ordini precisi impartitigli dal Bava, decise autonomamente di ritirarsi verso il fiume Oglio con la Brigata Casale, isolandosi dal resto dell'esercito piemontese. Per questo atto di insubordinazione dopo la firma dell'armistizio di Salasco fu sostituito dal generale Michele Bes e non ricoprì più alcun comando di rilievo. Sposatosi con una ragazza di origini popolari, Fedele Marianna Nicolini, la coppia ebbe un solo figlio.

## Biografia
Di nobile lignaggio, nacque undicesimo figlio del senatore di Piemonte Secondo Antonio (1744-1808) e di Gabriella Piossasco d'Airasca, dama di compagnia dell'allora duchessa d'Aosta Maria Teresa d'Asburgo-Este. Durante l'occupazione francese, dal 20 ottobre 1809 fu nelle Guardie d'Onore del principe Camillo Borghese, allora governatore del Piemonte. Il giovane Vittorio crebbe in un ambiente familiare dettato dalla tradizione militare al servizio di Casa Savoia, il fratello maggiore Filippo (1772-1851) non solo combatté contro i francesi ma fu uno di quei fedelissimi che seguirono la Corte in esilio in Sardegna, mentre gli altri fratelli, Cesare (1774-1847) ed Ottaviano (1781-?) militarono nei Dragoni piemontesi al servizio della Repubblica subalpina. 
Dopo la restaurazione si arruolò nell'Armata Sarda, e l'11 luglio 1814 fu nominato sottotenente del Reggimento Guardie, passando nel 1815, con lo stesso grado, nel Reggimento Granatieri. In quello stesso anno prese parte alle operazioni militari contro la Francia. Promosso tenente il 10 settembre 1815, passò il 23 febbraio 1816 alla Brigata "Granatieri Guardie".
Durante i moti del 1821 si schierò con i lealisti del nuovo re Carlo Felice, combattendo nella battaglia di Novara. Per questo fatto fu successivamente promosso capitano il 14 agosto dello stesso anno, e capitano scelto il 29 novembre dello stesso anno. Divenuto maggiore, fu l'ultimo comandante del battaglione "Cacciatori della Regina", e poi ricoprì l'incarico di sotto aiutante generale della Divisione militare della Savoia (11 dicembre 1830). Promosso tenente colonnello del 1º Reggimento fanteria della Brigata Aosta nel 1832, divenne colonnello del 2º Reggimento della Brigata Piemonte nel 1837. Nominato maggior generale comandante della Brigata Casale nel 1844, fu elevato al rango di tenente generale nel 1848.
Assunto il comando della 2ª Divisione, appartenente al I Corpo d'armata del generale Eusebio Bava, al comando di tale unità prese parte alla prima guerra d'indipendenza italiana. Nel corso della battaglia di Santa Lucia (6 maggio), insieme al maggior generale Pietro Falletti di Villafalletto, rimase inoperoso nelle retrovie con la Brigata Acqui. Dopo la ritirata generale oltre il fiume Mincio, a seguito dell'esito negativo della battaglia di Custoza (23-25 luglio), si diresse autonomamente, contravvenendo apertamente agli ordini ricevuti dal Bava, con la Brigata Casale verso il fiume Oglio. Insieme al generale Claudio Seyssel d'Aix e Sommariva, il 24 agosto fu sollevato dal comando, sostituito dal generale Michele Bes, in quanto accusato apertamente di inettitudine. Chiese insistentemente di essere sottoposto a commissione d'inchiesta che valutasse il suo operato, ma la cosa non ebbe seguito. Non ricoprì più incarichi militari, e si spense a Torino il 23 marzo 1861.

### Annotazioni
1. ↑  Il generale Sommariva fu sostituito dal generale Ardingo Trotti.

### Fonti
1. 1 2 3 4 5 6  Ilari, Shamà 2008, p. 246.
2. 1 2 3 4 5 6 7 8 9 10 11  Di Pietrantonio 2020, p. 81.
3. ↑  Di Pietrantonio, 2023, p. 227.
4. ↑   Calendario generale pe' Regii Stati pubblicato con autorità del Governo e, 1834,  p. 468. URL consultato il 5 marzo 2022.
5. ↑   Calendario generale pe' Regii Stati pubblicato con autorità del Governo e, 1848,  p. 372. URL consultato il 5 marzo 2022.